# Confederação Aro
A Confederação Aro (1690–1902) foi uma união política orquestrada pelo subgrupo ibo dos aros no atual sudeste da Nigéria.